# Caninia
Caninia is een geslacht van uitgestorven rugosekoralen. De fossielen komen wereldwijd voor in lagen van het Devoon tot het Perm.

## Paleoecologie
Het was marien van aard en leefde in lagune-type ecosystemen. Vanwege het ondiepe water waarin het leefde, werd Caninia vaak beïnvloed door processen boven het waterniveau, zoals stormen.

## Verspreiding
| Naam               | Formatie                               | Tijdvak               |
| ------------------ | -------------------------------------- | --------------------- |
| "Worldwide"        |                                        | Devoon                |
| Arkansas           | Fayetteville Shale, Pitkin Limestone   | Mississippien         |
| Illinois           |                                        | Mississippien         |
| Oklahoma           | Fayetteville Shale                     | Mississippien         |
| Montana            | Otterformatie                          | Mississippien         |
| New Mexico         | Lake Valleyformatie                    | Mississippien         |
| Kansas             | Lecompton Limestone                    | Pennsylvanien         |
| Nevada (Ely basin) | Chainman Shale                         | (Onder) Pennsylvanien |
| Texas              | Cisco Group                            | Pennsylvanien         |
| Wales (South)      | Arundian Limestone, High Tor Limestone | Carboon               |
| Vancouver Island   | Buttle Lakeformatie                    | Perm                  |